# Nitin Desai
Nitin Desai (5 de julho de 1941) é um economista indiano e oficial da Organização das Nações Unidas.
Em outubro de 2001, o Secretário-Geral da ONU solicitou a Desai que atuasse como Secretário-Geral para a Cúpula Mundial sobre Desenvolvimento Sustentável. Desai assumiu essa tarefa além das suas atuais responsabilidades. A particularidade desse encontro foi o foco sobre os aspectos ambientais e de desenvolvimento de água, energia, agricultura, saúde e biodiversidade. A Cúpula também levou à prática as parcerias entre governos, organizações internacionais, ONGs e o setor privado para responder a essas preocupações.
No final de agosto de 2003, Desai se aposentou da ONU, mas continuou sua associação com as Nações Unidas como um Conselheiro Especial do Secretário-Geral da Cúpula Mundial sobre a Sociedade da Informação (CMSI). Nessa oportunidade, ele presidiu o multilateral Grupo de Trabalho sobre Governança da Internet (GTGI). Ele continua a presidir a um grupo similar, na condição de Conselheiro Especial do Secretário-Geral para a CMSI, com a responsabilidade de organizar o Fórum de Governança da Internet.

## Condecorações
| Insígnia | País   | Honra                                 | Data                  |
| -------- | ------ | ------------------------------------- | --------------------- |
|          | Brasil | Grande Oficial da Ordem de Rio Branco | 1 de dezembro de 2022 |

1. ↑  «DIÁRIO OFICIAL DA UNIÃO - Seção 1 | Edição extra | Nº 225-A , quinta-feira, 1 de dezembro de 2022». Imprensa Nacional. 1 de dezembro de 2022. p. 4. Consultado em 4 de fevereiro de 2024